# Retaule dels sants Joans (Bernat Martorell)
El Retaule dels sants Joans, també conegut com a Retaule de Vinaixa, és una pintura de tremp i oli sobre taula d'estil gòtic internacional realitzat per Bernat Martorell per a l'església parroquial de Vinaixa entre 1435 i 1445.

## Història
L'any 1432, al pintor tarragoní Ramon de Mur va ser contractat per a realitzar un retaule per a l'església parroquial de Vinaixa (Garrigues), si bé el treball sembla que no es va arribar ni a començar, segons una nova capitulació signada el juliol de 1434 on indica que s'havien incomplert tots els terminis. Amb tot, un any més tard, el juliol de 1435, es liquiden 115 florins a Ramon de Mur qui va morir al cap de poc.
A partir de 1435 s'encarrega el retaule a Bernat Martorell. Tot i que es podria pensar en una continuació de l'encàrrec fet a Ramon de Mur, finalment el relat iconogràfic del retaule no es correspon amb les condicions del contracte original.
El MNAC custodia la major part de les taules d'aquest retaule. La taula central es conserva al Museu Diocesà de Tarragona on va ingressar abans de 1914, dos compartiments laterals es conserven al Museu Rolin d'Autun (França). Un d'ells, ''Sant Joan Evangelista prenent el verí", havia format part prèviament de la col·lecció Wildenstein de Nova York, i l'altre, "Sant Joan Baptista predicant els levites", va estar a una col·lecció privada a Bordeus fins a l'any 2017 en que va ser subhastat i adquirit per 90.000 € pel Museu Rolin. Els dos sants Joans protagonitzen les escenes dels carrers laterals del retaule i dues més de la predel·la, respectivament. Al compartiment cimer, s'hi representa el calvari.
Les taules del MNAC varen ser adquirides de la col·lecció Muntadas, 1956 (predel·la) i 1967 (la resta de taules).

## Estil
La taula tot i recollir l'estil delicat del refinament figuratiu del gòtic internacional, recull l'assimilació de noves fórmules properes al naturalisme dels primitius flamencs.

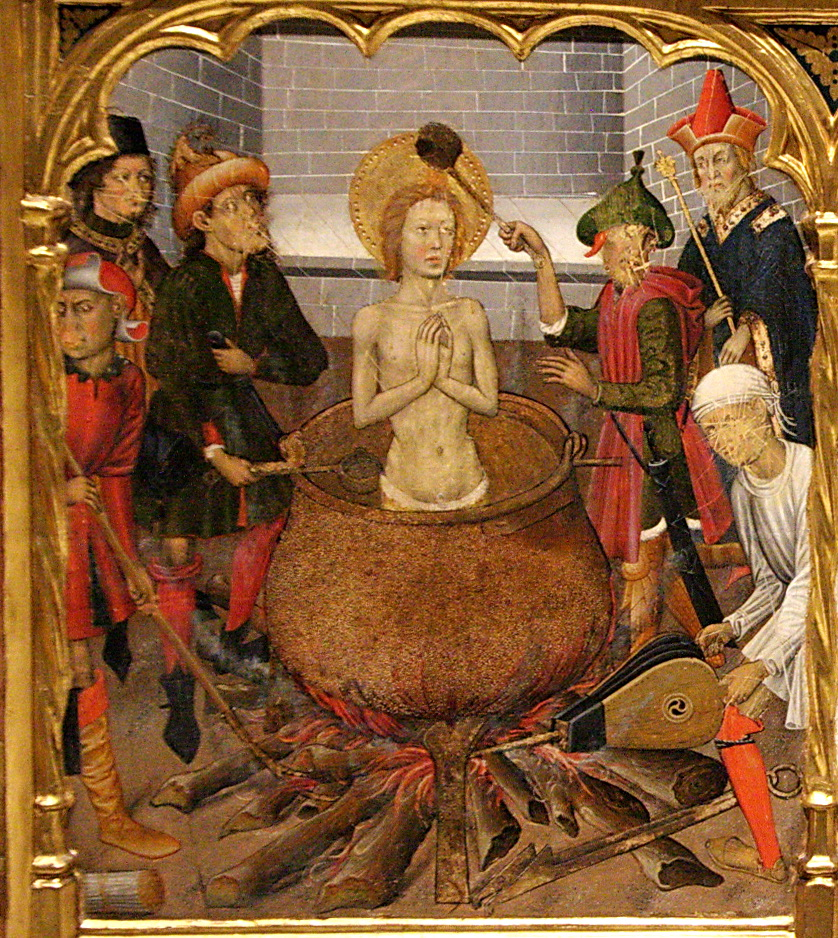
Vandalisme religiós, a la taula del Martiri de Joan Evangelista a la predel·la

Aquests detalls han fet pensar alguns historiadors que la data del retaule podria ser posterior, ja que Martorell pren contacte amb Lluís Dalmau i les seves incorporacions de l'estil de Jan van Eyck cap al 1445. De fet, va ser en aquesta data quan va realitzar el Retaule de la Transfiguració per la catedral de Barcelona on s'incorporen elements del naturalisme flamenc.
Destaca el domini de l'autor en representar els reflexos que desprenen les perles i pedres precioses de la vestimenta de sant Joan Evangelista i del pontífex Aristodem. Tot i fer servir un paviment homogeni i pla, com a la major part de la seva producció, aconsegueix crear ambients amb una perspectiva aparent, especialment a la taula central i a la del Martiri de sant Joan Baptista, a la predel·la.
A la predel·la es veuen antigues agressions, sobretot ratllades, fetes als personatges que es consideraven negatius, com ara el botxí que talla el cap a sant Joan, Herodes i Herodies (coronats darrere la taula) o els jueus. Es tracta d'agressions dels fidels massa rigorosos que ratllaven cares i cossos, d'acord amb un antic costum que es retrotreu a l'època romana, i que fou especialment utilitzat a l'edat mitjana.

## Taules
La taula central amb els dos personatges presenta una elegant rotunditat escultòrica, amb unes figures solemnes al gust de l'època. Sant Joan Baptista, amb barba i una túnica rústica que evoca la seva habitual vestimenta de pell, porta un llibre a la mà esquerra mentre amb la dreta assenyala l'Agnus Dei que jeu a sobre del llibre, tot sostenint un estendard crucifer entre les potes davanteres. Aquesta fórmula iconogràfica havia estat utilitzada per Martorell al Retaule de sant Joan Baptista de Cabrera de Mar, una innovació que a Catalunya s'havia començat a fer servir a la segona dècada del segle xv. Anteriorment es representava al sant sostenint un estendard amb una creu i, ocasionalment, amb un llibre, però sense l'anyell.
L'Evangelista, per contra, és més jove, imberbe i vesteix ricament. Porta una elegant capa de color vermell decorada amb un fistó daurada amb pedres precioses. Sosté a la seva mà dreta un calze amb una serp, el seu atribut iconogràfic que fa referència a l'episodi de la copa amb verí d'Aristodem d'Efès, una escena que es desenvolupa a la taula central del carrer esquerre. Els dos personatges es mostren una mica de costat, com ocupant tot l'espai. Tot i presentar un posat similar, no estan simètrics, donant un aire més natural a l'escena.
La representació conjunta dels dos sants homònims es va començar a utilitzar des de finals del trecento a l'àrea de Tarragona i Lleida impulsat per una litúrgia local de venerar tots dos sants per igual el dia de la seva festivitat.
L'escena superior del carrer dret representa el naixement de Joan Baptista. L'autor planteja l'escena amb santa Elisabet, mare de Joan, enllitada just després de donar a llum. Al costat de la seva mà esquerra, sobre el llit, encara resten els estris pseudoquirúrgics utilitzats per assistir al part i tallar el cordó umbilical. La llevadora, la dona del costat dels estris, l'hi ofereix un ou a la nova mare, un costum de l'època amb les parteres. Hi són presents dues dones i dos homes ubicats al seu costat, darrere del llit. Els altres personatges importants estan situats a la part baixa de l'escena, en primer pla. Es tracta de Maria, mare de Jesús que sosté amb dolçor al nounat Joan entre els seus braços i de Zacaries que llueix un nimbe poligonal i que està escrivint amb ploma el nom del seu fill en un paper. Al seu costat, sobre el llit, hi ha un tinter. Martorell planteja una luxosa decoració amb un llit de fusta tallada i uns cortinatges de color vermell estampat que expliquen un ambient domèstic de família acomodada.
La taula que hi ha sota el naixement va estar en parador desconegut durant molts anys, fins que va aparèixer en una subhasta de Bordeus. Representa Sant Joan Baptista predicant els levites i tot i que ha sofert alguns danys, els conservadors del MNAC van confirmar que és una obra original de Martorell. Destaca el gest eloqüent del sant, la mà que acompanya les paraules que semblen sortir de la seva boca mig oberta, uns elements que doten l'escena d'un caràcter particularment dinàmic. L'execució menys gràfica i menys tensa que les primeres obres de Martorell denoten una maduresa de la seva factura.
Sota d'aquesta, és a dir, la primera del carrer dret recull la Predicació de sant Joan per anunciar la vinguda del Messies. El grup està situat en un espai obert, com si fos un prat. Entre els seus seguidors destaquen els tres personatges de primera fila, ricament vestits i un d'ells sostenint un llibre, significant el seu elevat nivell cultural. La resta d'oients són dones jueves, identificables per la tradicional rodella que tenien l'obligació de portar damunt els vestits, els homes, i al cap, les dones, per una disposició del Concili IV del Laterà, celebrat l'any 1215. Joan Baptista sembla estar comptant amb la mà mentre respon al personatge ancià de la primera fila.
S'observa a aquesta taula una voluntat clara de l'autor en voler donar importància al paisatge com un element més de la composició.
Les tres taules del carrer esquerre mostren escenes de la vida de l'Evangelista.
La taula superior mostra una imatge de l'Evangelista assegut mentre està escrivint el llibre de l'Apocalipsi. Sota la inspiració divina, representat pel Déu Pare a la part superior de la taula, Joan escriu "les set visions de la dona i el drac" descrits a l'Apocalipsi 12. El drac de set caps és un dels personatges, junt amb una dona envoltada de foc, d'aquest capítol de l'Apocalipsi. L'autor ho inclou a l'escena per a simbolitzar quin és el llibre en què Joan està treballant.
La taula de sota, avui al museu Rolin, representa Joan Evangelista prenent el verí, una escena on Joan s'ofereix voluntàriament a beure de la copa amb verí que ja havia matat dos presoners, amb la finalitat de demostrar la superioritat de la fe cristiana davant el pagà Aristodem i la seva cort, que mostren la seva sorpresa davant el fet miraculós. Tots els personatges van ricament vestits i Martorell els representa amb cura dels detalls i un sentit del volum on incorpora propostes del naturalisme flamenc.
La taula inferior d'aquest carrer està directament relacionada amb l'anterior, perquè es tracta del Miracle de la resurrecció dels enverinats on sant Joan fa ressuscitar els dos presoners que havien begut el verí abans que ell i havien mort. Davant del sorprenent fet, Aristodem i els seus decideixen convertir-se al cristianisme. La font litúrgica on està recollida la llegenda dels miracles d'aquestes dues escenes és un evangeli apòcrif dels segles VI titulat Virtutes Joannis segons la qual no va patir cap mal perquè abans de beure fa fer el senyal de la Creu i el va beneir.

## Predel·la
La predel·la està formada per cinc taules: les dues de cada costat amb escenes de la vida de cada sant i la central amb una imatge de Crist amb els instruments de la Passió, una síntesi del tema que habitualment ocupava les predel·les de l'època.
La taule de l'esquerra mostra el martiri de sant Joan Evangelista davant de la "porta llatina" de Roma, és a dir la que donava cap al Laci. Si a les taules superiors Joan tenia un enfrontament amb el governador d'Efes, les persecucions als cristians iniciades per l'emperador Domicià el van portar detingut a Roma on, per no voler obeir-lo en adorar falsos déus, va ser condemnat a ser llençat a una tina d'oli bullent fins que morís. La data del martiri va ser el 6 de maig de l'any 92. Segons la llegenda "el senat i tota la ciutat varen assistir, degut a la fama del sant", no obstant Martorell només representa el que semblen botxins, llevat d'un personatge noble al fons a la dreta.

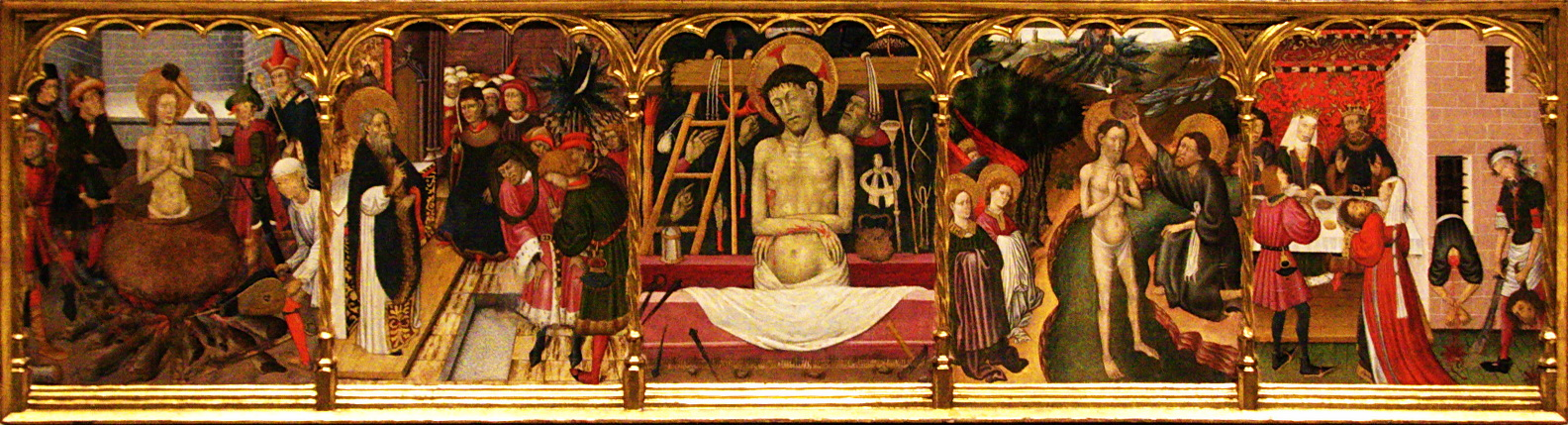
Predel·la completa

Confiant en la Paraula de Jesús, com ja havia fet al prendre el verí, va entrar a la tina i immediatament el foc es va apagar i l'oli es va refredar, obligant als botxins a afegir més llenya i atiar el foc, un fet que recull la imatge.
La taula central és un Christus patiens gregorià, és a dir, una representació simbòlica de Crist amb els atributs de la mort, però encara viu. És una imatge de sacrifici freqüent a partir del segle xiii. Es mostren una àmplia mostra dels instruments de la Passió.
D'esquerra a dreta es poden observar la torxa, l'escala recolzada sobre la Creu amb la borsa dels diners de Judes lligada. A cada braç de la Creu hi ha unes deixuplines i al braç esquerre hi ha penjada la corona d'espines. Entremig de l'escala hi ha tres mans: una oberta "que bufeteja",［Joan 18:22］ la tancada "que colpeja",［Marc 14:65］ i la de més avall "que denuncia". Al seu costat la llança que Longinus va clavar al costat de Crist,［Joan 18:33-34］ l'espasa i l'orella que sant Pere va tallar a Malcus quan venia a detenir Jesús.［Joan 18:10］ La corna de color vermell i la trompeta recta que hi ha a la banda dreta simbolitzen els instruments del pregó públic.
Al costat dret de la composició es mostra un dels jueus que li va escopir,［Marc 14:65］ el pal amb l'esponja amb fel, que sobresurt per sobre de la Creu, al costat del gall de les negacions de sant Pere,［Marc 14:30］ i a l'extrem dret hi ha la columna de la flagel·lació.
A la part frontal estan les estenalles, el martell i els claus de la crucifixió.
Les dues taules de la dreta recullen dues escenes de la vida de l'altre Joan: el Baptisme de Jesús i la Decapitació de Joan Baptista.
El Baptisme de Jesús recull el passatge descrit a la Bíblia per tots quatre evangelistes en què Jesús arribà al Jordà i es presentà a Joan perquè el bategi.［Mateu 3:13］